# Umowy Bancrofta
Umowy Bancrofta (ang. Bancroft treaties) – umowy regulujące sprawy podwójnego obywatelstwa, które nazwę swoją zyskały od nazwiska amerykańskiego przedstawiciela dyplomatycznego w Berlinie George'a Bancrofta. Pierwsza z takich umów zawarta została między Stanami Zjednoczonymi Ameryki a Związkiem Północnoniemieckim w 1868 r. z inicjatywy Bancrofta. Obywatele jednej strony, którzy przez 5 lat nieprzerwanie przebywali na terytorium drugiej strony i przez naturalizację stali się jej obywatelami, powinni być uważani i traktowani przez państwo, z którego wyemigrowali, jako obywatele drugiej strony.